# Olympische Winterspiele 1992/Teilnehmer (Italien)
| Gelbes Symbol für Goldmedaillen mit stilisierten Olympischen Ringen | Graues Symbol für Silbermedaillen mit stilisierten Olympischen Ringen | Braundes Symbol für Bronzemedaillen mit stilisierten Olympischen Ringen |
| ------------------------------------------------------------------- | --------------------------------------------------------------------- | ----------------------------------------------------------------------- |
| 4                                                                   | 6                                                                     | 4                                                                       |

Italien nahm an den Olympischen Winterspielen 1992 im französischen Albertville mit einer Delegation von 108 Athleten in elf Disziplinen teil, davon 80 Männer und 28 Frauen. Mit vier Gold-, sechs Silber- und vier Bronzemedaillen war Italien die sechsterfolgreichste Nation bei den Spielen. Bis auf die Bronzemedaille von Hansjörg Raffl und Norbert Huber im Rodeln wurden sämtliche Medaillen im Ski Alpin und im Skilanglauf gewonnen.
Fahnenträger bei der Eröffnungsfeier war der Skirennläufer Alberto Tomba.

## Teilnehmer nach Sportarten

### Biathlon
Männer
- Pieralberto Carrara
10 km Sprint: 41. Platz (28:30,1 min)
4 × 7,5 km Staffel: 4. Platz (1:26:18,1 h)

- Hubert Leitgeb
10 km Sprint: 26. Platz (27:40,3 min)
4 × 7,5 km Staffel: 4. Platz (1:26:18,1 h)

- Wilfried Pallhuber
20 km Einzel: 40. Platz (1:02:35,4 h)

- Johann Passler
10 km Sprint: 15. Platz (27:20,4 min)
20 km Einzel: 7. Platz (58:25,9 min)
4 × 7,5 km Staffel: 4. Platz (1:26:18,1 h)

- Gottlieb Taschler
20 km Einzel: 44. Platz (1:02:41,3 h)

- Andreas Zingerle
10 km Sprint: 7. Platz (26:38,6 min)
20 km Einzel: 17. Platz (1:00:05,6 h)
4 × 7,5 km Staffel: 4. Platz (1:26:18,1 h)

Frauen
- Erica Carrara
7,5 km Sprint: 49. Platz (28:38,5 min)
15 km Einzel: 53. Platz (1:00:58,8 h)
3 × 7,5 km Staffel: 13. Platz (1:24:00,8 h)

- Siegrid Pallhuber
7,5 km Sprint: 56. Platz (29:23,1 min)
15 km Einzel: 38. Platz (58:27,3 min)

- Nathalie Santer
7,5 km Sprint: 16. Platz (26:28,7 min)
15 km Einzel: 8. Platz (53:10,3 min)
3 × 7,5 km Staffel: 13. Platz (1:24:00,8 h)

- Monika Schwingshackl
7,5 km Sprint: 37. Platz (27:56,1 min)
15 km Einzel: 57. Platz (1:02:39,5 h)
3 × 7,5 km Staffel: 13. Platz (1:24:00,8 h)

### Bob
Männer, Zweier
- Günther Huber, Stefano Ticci (ITA-1)
5. Platz (4:03,72 min)

- Pasquale Gesuito, Antonio Tartaglia (ITA-2)
12. Platz (4:04,94 min)

Männer, Vierer
- Pasquale Gesuito, Antonio Tartaglia, Paolo Canedi, Stefano Ticci (ITA-1)
12. Platz (3:55,88 min)

- Günther Huber, Marco Andreatta, Thomas Rottensteiner, Marcantonio Stiffi (ITA-2)
15. Platz (3:55,98 min)

### Eiskunstlauf
Männer
- Gilberto Viadana
nicht für die Kür qualifiziert

Paare
- Anna Tabacchi & Massimo Salvadè
15. Platz (22,5)

Eistanz
- Anna Croci & Luca Mantovani
13. Platz (25,0)

- Stefania Calegari & Pasquale Camerlengo
5. Platz (10,0)

### Eishockey
| - David Delfino - Diego Riva - Mike Zanier - Jim Camazzola - Anthony Circelli - Georg Comploi - Michael De Angelis - Bob Manno - Giovanni Marchetti - Robert Oberrauch - Bill Stewart - Joe Foglietta | - Bob Ginnetti - Emilio Iovio - Rick Morocco - Frank Nigro - Santino Pellegrino - Marco Scapinello - Martino Soracreppa - Lucio Topatigh - John Vecchiarelli - Ivano Zanatta - Bruno Zarrillo |

- 12. Platz

### Eisschnelllauf
Männer
- Alessandro De Taddei
1500 m: 30. Platz (2:00,86 min)

- Roberto Sighel
1500 m: 11. Platz (1:57,32 min)
5000 m: 14. Platz (7:16,55 min)
10.000 m: 9. Platz (14:38,23 min)

Frauen
- Elena Belci
1500 m: 19. Platz (2:10,75 min)
3000 m: 14. Platz (4:34,28 min)
5000 m: 10. Platz (7:50,42 min)

- Elke Felicetti
3000 m: 23. Platz (4:44,14 min)
5000 m: 20. Platz (8:08,44 min)

### Freestyle-Skiing
Männer
- Simone Mottini
Buckelpiste: 24. Platz (in der Qualifikation ausgeschieden)

- Walter Osta
Buckelpiste: 37. Platz (in der Qualifikation ausgeschieden)

- Paolo Silvestri
Buckelpiste: 38. Platz (in der Qualifikation ausgeschieden)

- Giorgio Zini
Buckelpiste: 43. Platz (in der Qualifikation ausgeschieden)

Frauen
- Silvia Marciandi
Buckelpiste: 7. Platz (19,66)

- Petra Moroder
Buckelpiste: 11. Platz (in der Qualifikation ausgeschieden)

### Rodeln
Männer, Einsitzer
- Oswald Haselrieder
7. Platz (3:03,276 min)

- Norbert Huber
4. Platz (3:02,973 min)

- Gerhard Plankensteiner
11. Platz (3:03,908 min)

Männer, Doppelsitzer
- Hansjörg Raffl & Norbert Huber
Bronze  (1:32,298 min)

- Kurt Brugger & Wilfried Huber
5. Platz (1:32,810 min)

Frauen
- Natalie Obkircher
19. Platz (3:09,901 min)

- Gerda Weißensteiner
4. Platz (3:07,673 min)

### Shorttrack
Männer
- Orazio Fagone
1000 m: 24. Platz (im Vorlauf ausgeschieden)
5000-m-Staffel: 8. Platz (7:32,80 min)

- Hugo Herrnhof
1000 m: 12. Platz (im Viertelfinale ausgeschieden)
5000-m-Staffel: 8. Platz (7:32,80 min)

- Roberto Peretti
5000-m-Staffel: 8. Platz (7:32,80 min)

- Mirko Vuillermin
5000-m-Staffel: 8. Platz (7:32,80 min)

Frauen
- Marinella Canclini
500 m: 11. Platz (im Viertelfinale ausgeschieden)
3000-m-Staffel: 7. Platz (im Halbfinale ausgeschieden)

- Maria Rosa Candido
3000-m-Staffel: 7. Platz (im Halbfinale ausgeschieden)

- Cristina Sciolla
500 m: 22. Platz (im Viertelfinale ausgeschieden)
3000-m-Staffel: 7. Platz (im Halbfinale ausgeschieden)

- Ketty La Torre
3000-m-Staffel: 7. Platz (im Halbfinale ausgeschieden)

### Ski Alpin
Männer
- Sergio Bergamelli
Riesenslalom: 17. Platz (2:11,75 min)

- Franco Colturi
Abfahrt: 10. Platz (1:52,07 min)
Kombination: 31. Platz (176,69)

- Fabio De Crignis
Slalom: disqualifiziert

- Carlo Gerosa
Slalom: 11. Platz (1:47,10 min)

- Kristian Ghedina
Abfahrt: 11. Platz (1:52,28 min)
Kombination: 6. Platz (38,96)

- Patrick Holzer
Super-G: Rennen nicht beendet
Riesenslalom: Rennen nicht beendet

- Konrad Kurt Ladstätter
Slalom: 21. Platz (1:49,87 min)

- Gianfranco Martin
Abfahrt: 14. Platz (1:52,48 min)
Super-G: 12. Platz (1:14,81 min)
Kombination: Silber  (14,90)

- Josef Polig
Super-G: 5. Platz (1:13,88 min)
Riesenslalom: 9. Platz (2:09,45 min)
Kombination: Gold  (14,58)

- Danilo Sbardellotto
Abfahrt: Rennen nicht beendet

- Alberto Senigagliesi
Super-G: 19. Platz (1:15,70 min)

- Alberto Tomba
Riesenslalom: Gold  (2:06,98 min)
Slalom: Silber  (1:44,67 min)

Frauen
- Deborah Compagnoni
Super-G: Gold  (1:21,22 min)
Riesenslalom: Rennen nicht beendet

- Morena Gallizio
Super-G: 23. Platz (1:26,19 min)
Kombination: 16. Platz (93,21)

- Lara Magoni
Riesenslalom: Rennen nicht beendet
Slalom: 12. Platz (1:35,00 min)

- Barbara Merlin
Super-G: 16. Platz (1:25,13 min)
Riesenslalom: 16. Platz (2:17,32 min)

- Bibiana Perez
Super-G: 13. Platz (1:24,69 min)
Riesenslalom: Rennen nicht beendet
Slalom: Rennen nicht beendet

- Astrid Plank
Slalom: Rennen nicht beendet

### Skilanglauf
Männer
- Marco Albarello
10 km klassisch: Silber  (27:55,2 min)
15 km Verfolgung: 4. Platz (38:57,3 min)
30 km klassisch: 4. Platz (1:23:55,7 h)
4 × 10 km Staffel: Silber  (1:40:52,7 h)

- Maurilio De Zolt
10 km klassisch: 58. Platz (32:00,1 min)
15 km Verfolgung: Rennen nicht beendet
50 km Freistil: Silber  (2:04:39,1 h)

- Silvio Fauner
10 km klassisch: 10. Platz (28:53,8 min)
15 km Verfolgung: 7. Platz (39:58,9 min)
4 × 10 km Staffel: Silber  (1:40:52,7 h)

- Gianfranco Polvara
30 km klassisch: 20. Platz (1:26:26,2 h)
50 km Freistil: 10. Platz (2:09:27,8 h)

- Giuseppe Puliè
30 km klassisch: 16. Platz (1:26:02,4 h)
4 × 10 km Staffel: Silber  (1:40:52,7 h)

- Alfred Runggaldier
50 km Freistil: 11. Platz (2:10:03,1 h)

- Fulvio Valbusa
30 km klassisch: 17. Platz (1:26:07,1 h)

- Giorgio Vanzetta
10 km klassisch: 7. Platz (28:26,9 min)
15 km Verfolgung: Bronze  (38:56,2 min)
50 km Freistil: Bronze  (2:06:42,1 h)
4 × 10 km Staffel: Silber  (1:40:52,7 h)

Frauen
- Stefania Belmondo
5 km klassisch: 4. Platz (14:26,2 min)
10 km Verfolgung: Silber  (26:17,8 min)
15 km klassisch: 5. Platz (44:02,4 min)
30 km Freistil: Gold  (1:22:30,1 h)
4 × 5 km Staffel: Bronze  (1:00:25,9 h)

- Laura Bettega
30 km Freistil: 35. Platz (1:33:49,3 h)

- Manuela Di Centa
5 km klassisch: 12. Platz (14:55,4 min)
10 km Verfolgung: 10. Platz (27:55,7 min)
30 km Freistil: 6. Platz (1:27:04,4 h)
4 × 5 km Staffel: Bronze  (1:00:25,9 h)

- Gabriella Paruzzi
5 km klassisch: 23. Platz (15:13,9 min)
10 km Verfolgung: 16. Platz (28:38,8 min)
15 km klassisch: 9. Platz (44:44,0 min)
30 km Freistil: 12. Platz (1:28:18,1 h)
4 × 5 km Staffel: Bronze  (1:00:25,9 h)

- Bice Vanzetta
5 km klassisch: 28. Platz (15:28,4 min)
10 km Verfolgung: 20. Platz (28:48,7 min)
15 km klassisch: Rennen nicht beendet
4 × 5 km Staffel: Bronze  (1:00:25,9 h)

### Skispringen
- Roberto Cecon
Normalschanze: 37. Platz (185,5)
Großschanze: 32. Platz (141,9)
Mannschaft: 13. Platz (472,2)

- Ivan Lunardi
Normalschanze: 22. Platz (193,2)
Großschanze: 7. Platz (185,2)
Mannschaft: 13. Platz (472,2)

- Ivo Pertile
Normalschanze: 52. Platz (169,7)
Großschanze: 38. Platz (133,2)
Mannschaft: 13. Platz (472,2)